# Obóz jeniecki w Sơn Tây

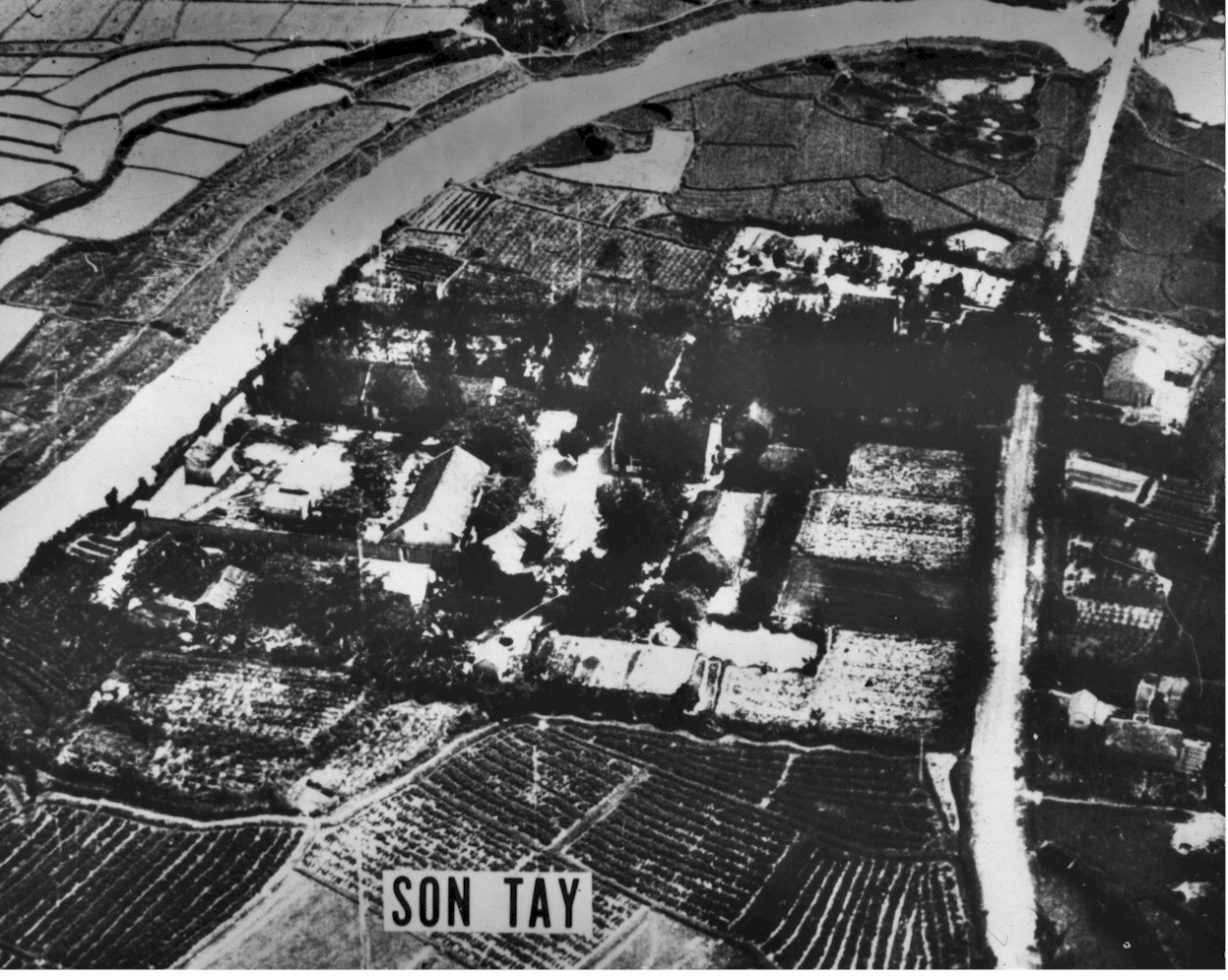
Obóz pod koniec 1970 roku

Obóz jeniecki w Sơn Tây – obóz jeniecki prowadzony przez Wietnam Północny w pobliżu Sơn Tây, ok. 37 km na zachód od Hanoi od końca lat 60. do 1970 roku i ponownie w 1975 roku. W najgorętszym okresie wojny w Wietnamie przetrzymywano tam około 65 amerykańskich jeńców wojennych. Później był wykorzystywany do przetrzymywania cudzoziemców schwytanych w Wietnamie Południowym podczas ofensywy wiosennej 1975 roku.

## Operacja Ivory Coast
21 listopada 1970 roku siły zbrojne USA dokonały rajdu na obóz w celu uratowania przetrzymywanych tam amerykańskich jeńców wojennych. Jednak po zajęciu terenu przez siły desantowe okazało się, że w obozie nie ma już żadnych jeńców, ponieważ zostali oni potajemnie przeniesieni w inne miejsca kilka miesięcy wcześniej.

## 1975
W kwietniu/maju 1975 roku obóz został ponownie wykorzystany, gdy agent CIA James Lewis został tam zabrany po tym, jak schwytano go w bazie lotniczej Phan Rang 16 kwietnia 1975 roku podczas ofensywy wiosennej Wietnamskiej Armii Ludowej. Kilka miesięcy później do Lewisa dołączyło 13 innych osób, w tym Paul Struharik, urzędnik USAID schwytany w Buôn Ma Thuột, australijski dziennikarz Peter Whitlock, student studiów podyplomowych Jay Scarborough oraz misjonarze John i Carolyn Miller z rodziną.
30 października 1975 roku ostatni więźniowie obozu w Sơn Tây zostali przetransportowani samolotem C-47 do Wientianu w Laosie, a następnie do Bangkoku w Tajlandii.